# Stiepan Jefriemow
Stiepan Andrianowicz Jefriemow (ros. Степан Андрианович Ефремов, ur. 9 stycznia 1908 we wsi Abagurt w guberni wiackiej, zm. ?) – radziecki polityk, premier Udmurckiej ASRR (1959-1967).

## Życiorys
Ukończył Moskiewski Instytut Uwłaszczenia, kandydat nauk rolniczych, 1937-1939 główny inżynier i szef Zarządu Uwłaszczenia Ludowego Komisariatu Rolnictwa Udmurckiej ASRR, od 1939 członek WKP(b), 1939-1941 i 1946-1947 pracownik naukowy Moskiewskiego Instytutu Uwłaszczenia, 1939-1941 w zachodnich Chinach po linii KC WKP(b). 1943-1946 żołnierz Armii Czerwonej, 1947-1950 kierownik Sektora Rady ds. Kołchozów przy Radzie Ministrów ZSRR, 1950-1951 szef Głównego Zarządu Uwłaszczenia i Gospodarczego Opanowania Nowych Ziem Ministerstwa Uprawy Bawełny ZSRR. 1951-1956 zastępca przewodniczącego Rady Ministrów Udmurckiej ASR, 1956-1959 minister gospodarki rolnej Udmurckiej ASRR, od 12 marca 1959 do 28 marca 1967 przewodniczący Rady Ministrów Udmurckiej ASRR. Odznaczony dwoma Orderami Czerwonego Sztandaru Pracy.